# Évigny
Évigny ist eine französische Gemeinde mit 188 Einwohnern (Stand 1. Januar 2022) im Département Ardennes in der Region Grand Est (vor 2016 Champagne-Ardenne); sie gehört zum Arrondissement Charleville-Mézières und zum Kanton Nouvion-sur-Meuse.

## Geographie
Évigny liegt etwa fünf Kilometer südwestlich von Charleville-Mézières. Umgeben wird Évigny von den Nachbargemeinden Prix-lès-Mézières im Norden und Nordosten, La Francheville im Osten, Champigneul-sur-Vence im Süden, Mondigny im Südwesten sowie Warnécourt im Westen und Nordwesten.
Durch die Gemeinde führt die Autoroute A304.

## Bevölkerungsentwicklung
| Jahr                       | 1962 | 1968 | 1975 | 1982 | 1990 | 1999 | 2006 | 2011 | 2019 |
| Einwohner                  | 130  | 140  | 141  | 208  | 198  | 194  | 182  | 208  | 188  |
| Quellen: Cassini und INSEE |      |      |      |      |      |      |      |      |      |

## Sehenswürdigkeiten
- Kirche Saint-Denis, seit 1980 Monument historique

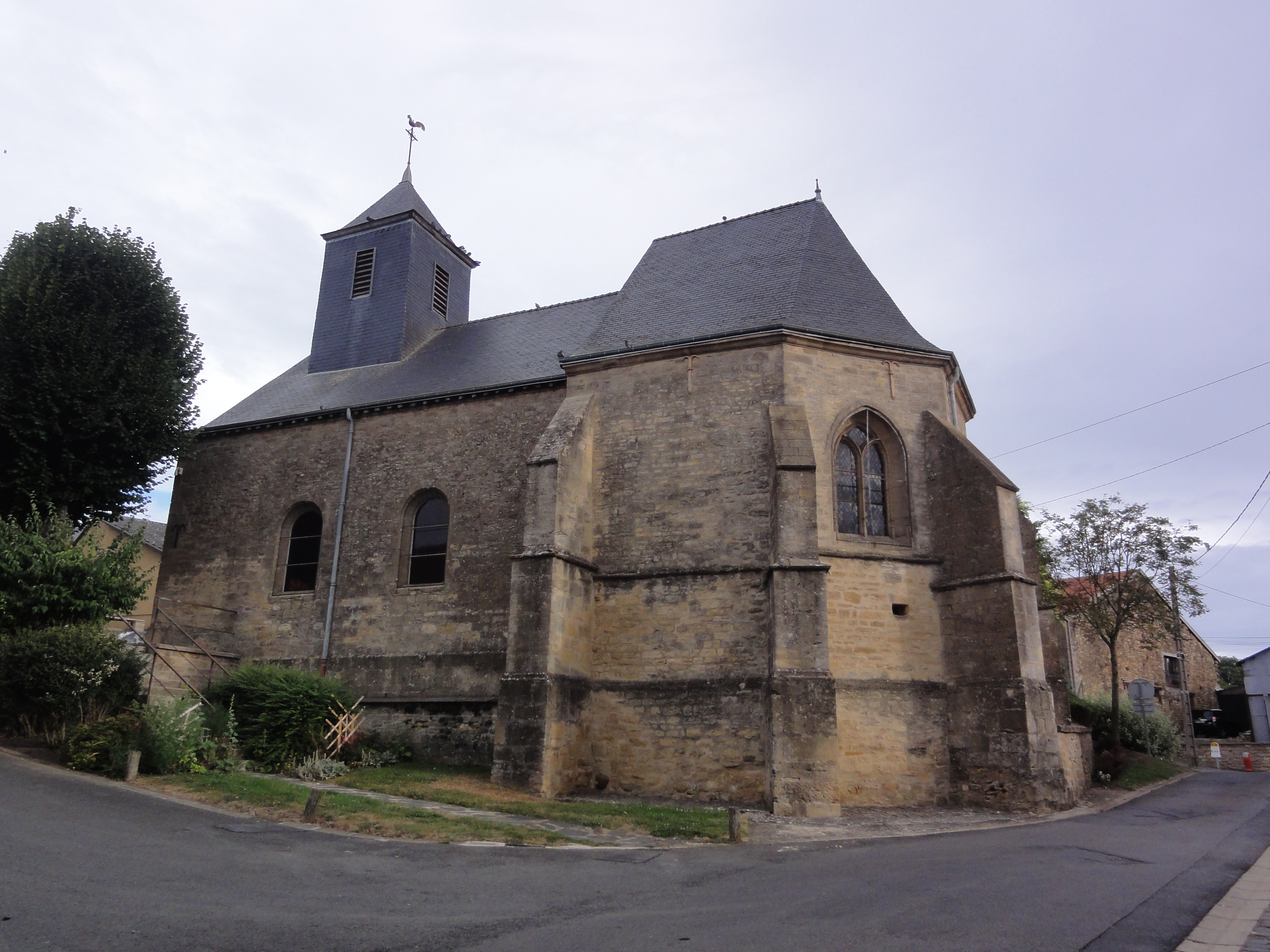
Kirche Saint-Denis

- Wegekreuz